# ウォールアイ

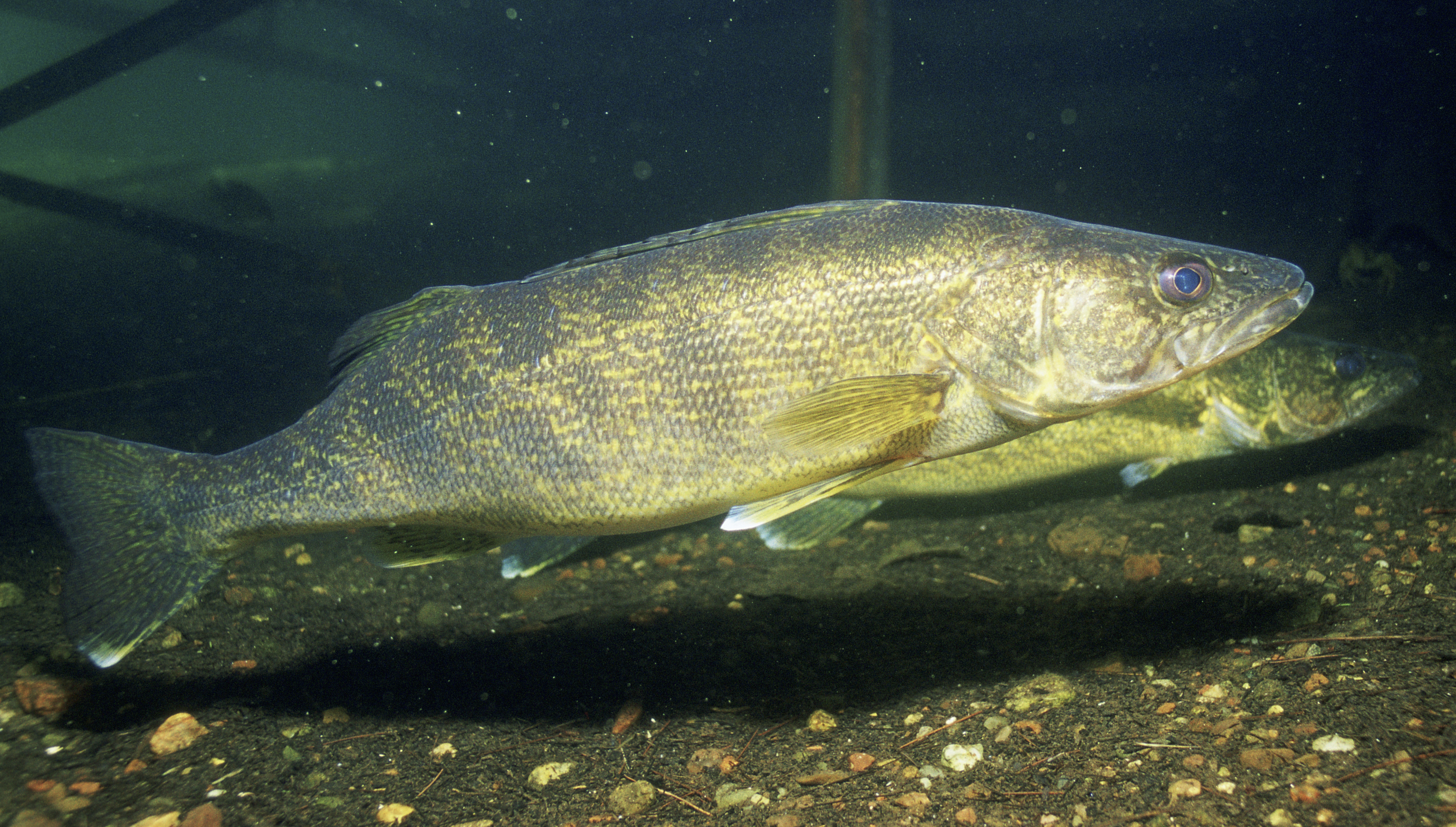

ウォールアイ (walleye) はペルカ科ザンダー属の1種の大型淡水魚である。英語ではイェローウォールアイ、ピッカレル pickerel、イェローピッカレルとも言うが、日本でそう呼ばれることは希である。和名としては阿部宗明博士は「ビードロスズキ」を提唱している。
ウォールアイの名は、猫のように光を反射する大きな目に由来する（輝板があり混濁した水中でも視界を確保できる）。ただし、「ウォールアイ」を名前に含む種は他にも多いので混同に注意する必要がある。

## 形態
成魚体長は50cm前後の個体が多いが、最大では1mに達する。その他基本的特徴は他のザンダー属魚類と同じくする。ヨーロッパの同属近縁種パイクパーチの体側色彩が無彩色の傾向にあるのに対し、本種のそれは黄褐色〜茶褐色と緑褐色が縦向きかつやや幅広く不明瞭に入り交じる。眼球は赤い。

## 生態
カナダとアメリカ合衆国にかけて、五大湖〜ミシシッピ川水系に分布する。ただしアメリカではその他の水域にも広く盛んに移入され定着しており、民間ではノーザンパイクと混同されて両者双方が「pickerel」と呼ばれている例がみられる。
湖沼、河川に生息。冷水を好み、他の水棲小動物を捕食対象とする。このため分布水域によってはノーザンパイクと生態系上のニッチが重複する。

## 人間との関わり
釣りの対象で、味は非常に良いという。